# バンドゥルマ (貨客船)

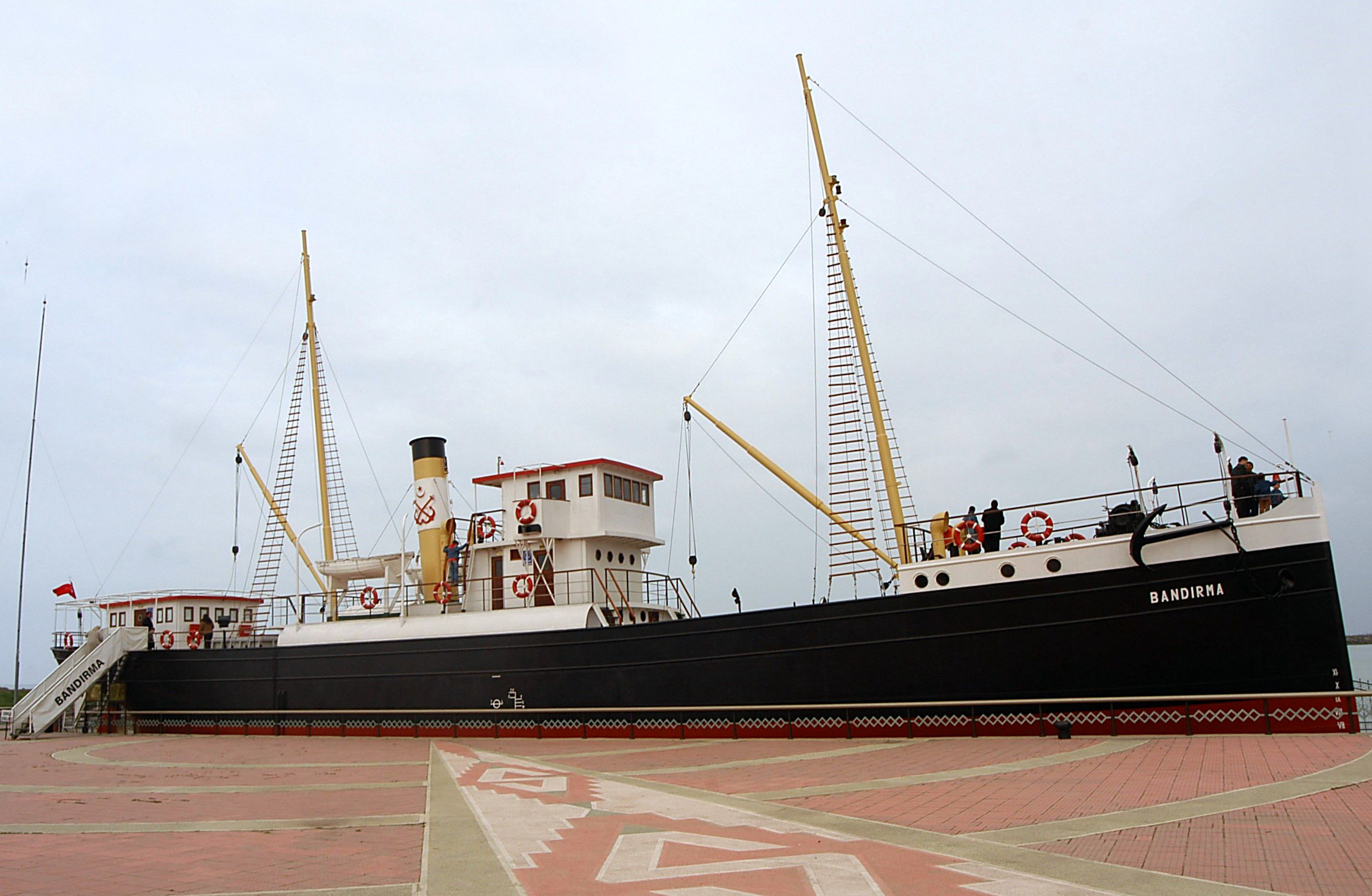
サムスンで展示されている復元船

バンドゥルマ（トルコ語: Bandırma）は、イギリスで建造され、ギリシャ、トルコで運航された貨客船。トルコ時代の1919年5月、ムスタファ・ケマル・アタテュルクが第9軍視察官として軍の参謀らとともにイスタンブールからサムスンまで乗船したことで知られる。

## 船歴
バンドゥルマは1878年にスコットランドのグラスゴー市にある、マックインタイルペイズリー・ヒューストン&カルデット(Mac. Intyre Paisley - Huston and Cardett) 造船所で21番目に279英トンの貨客船として建造された。この船舶の最初の所有者であるデュセイ&ロビンソン社(Dussey and Robinson)　によって、トロカデルト(Torocaderto)という名で5年間運用され、その後1883年にギリシャのH・プシチャ・プレウス (H. Psicha Preus) 社に売却された。キュミ(Kymi)という名でロンドンにあるピール港に登録された。1890年に、H・プシチャ・プレウス社からギリシャの船長アンデリィーディス(Andereadis) に売却した。1891年12月12日の事故の結果、沈没したが同年内に引き上げられた後、イスタンブール・ラマ・デラシモ( İstanbul Rama Derasimo )社に売却されクイムという名でイスタンブール港に登録された。1894年、当時の海洋管理局に相当する王室管理部(İdare-i Mahsusa)に回航されトルコ国旗がつけられ、パンデルマと改称された。マルマラ海沿岸において、テキルダー (Tekirdağ)、ミュレフテ(Mürefte)、シャルキョイ(Şarköy)、カラビガ(Karabiga)、エルデッキ(Erdek)間で旅客および貨物航路に運用された。1910年10月28日、王室管理部(İdare-i Mahsusa)は法令を変更してオスマン帝国交通局（オスマン帝国海洋管理局）が創設されると船舶はバンドゥルマと改称され定期便として運用されるようになった。1919年5月19日、ムスタファ・ケマルと兵士たちをサムスンまで運んだ後、再び定期船として継続されたが1924年にトルコ海洋局（Türkiye Seyrüsefain İdaresi）によって運用停止にされた。1925年にはボズマジュ・イルハミ（Bozmacı İlhami）という名のトルコ人実業家に売却され、4ヶ月のうちに廃船として解体された。

## サムスンへの航海

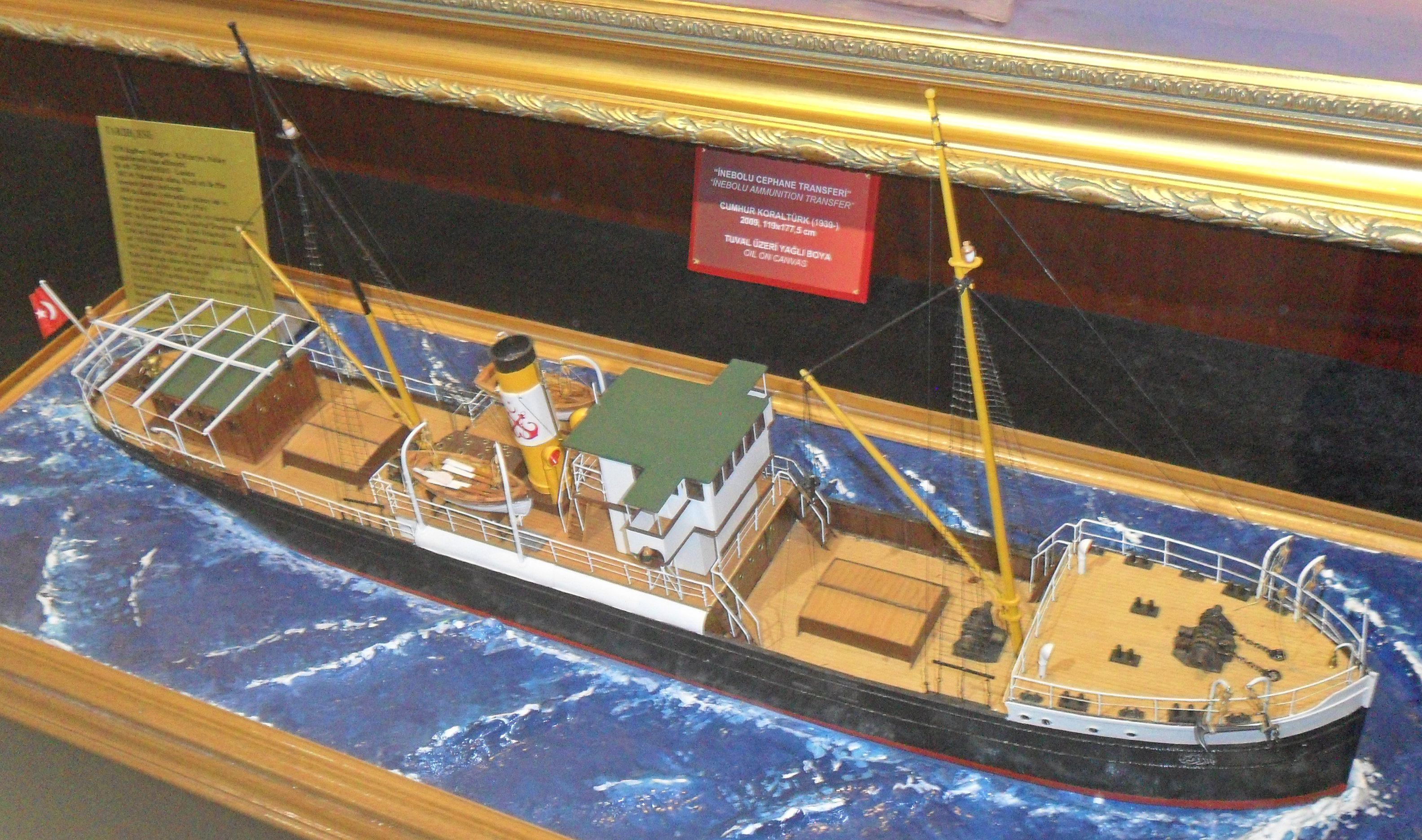
バンドゥルマ号のメルシン市海洋博物館で展示されている模型.

バンドゥルマはトルコ共和国史において重要な意味を持つ。ムスタファ・ケマルはメフメト6世の命令により、オスマン帝国軍の解体過程の調査と治安維持のため任務を与えられ、第9軍視察官の任務と本質でイスタンブールからサムスンにバンドゥルマにて遠征を行った。

## レプリカ
1999年にサムスンにおいてレプリカを建造するプロジェクトが開始された。2001年に完成したバンドゥルマのレプリカは2003年5月18日に博物館として開業した。